# Championnat de Belgique de football de deuxième division 2017-2018
Navigation
saison précédente saison suivante
Le Championnat de Belgique de football D2 2017-2018 est la cent-unième édition du championnat de belge de Division 2, mais la deuxième édition sous l'appellation « Division 1B».
À la suite d'une importante réforme de la structure pyramidale du football belge survenue en 2016, le championnat, qui ne comporte dès lors plus que 8 clubs professionnels, se compose de deux périodes au cours desquelles les différentes formations s'affrontent en allers-retours. Au terme de la saison, les vainqueurs de chaque période s'affrontent et le gagnant est sacré champion de Division 1B et promu de Division 1A.
Par ailleurs, les trois formations les mieux classées du championnat au terme de la saison, à l'exception du champion, participent aux Playoffs 2 en compagnie de 9 formations de Division 1 A. Les quatre formations les moins bien classées du championnat jouent, quant à elles, les Play-down afin de déterminer le club, qui sera relégué à l'échelon inférieur.

## Critères de participation
Parmi les critères d'octroi de la licence pour jouer en Division 1B , citons:
- Avoir 17 joueurs sous contrat (avec le statut professionnel)
- Disposer d'un stade de minimum 8.000 places dont minimum 5.000 assises
- Disposer d'un éclairage de 800 LUX.

Dans un autre domaine, les clubs participant à la Division 1-B devraient percevoir 500,000 euro par saison provenant des droits télévisés du football professionnel.
Pour la saison 2018-2019, les critères d'obtention de licence dite D1A seront aussi d'application pour la D1B.

## Clubs participants à la saison 2017-2018
| # | Nom                                        | Mat. | Ville        | Stades               | Capacité théorique | En D2 depuis    | Total en D2 | S. Précédente  |
| - | ------------------------------------------ | ---- | ------------ | -------------------- | ------------------ | --------------- | ----------- | -------------- |
| 1 | Koninklijke Voetbalclub Westerlo           | 2024 | Westerlo     | Het Kuipje           | 8 035              | 2016-2017 (1re) | 7 saisons   | 16e D1A        |
| 2 | Royale Union Saint-Gilloise                | 10   | Saint-Gilles | Joseph Marien        | 8 081              | 2015-2016 (3e)  | 22 saisons  | 4e             |
| 3 | Cercle Brugge Koninklijke Sport Vereniging | 12   | Bruges       | Jan Breydel          | 29 042             | 2015-2016 (3e)  | 26 saisons  | 7e             |
| 4 | Koninklijke Lierse Sport Kring             | 30   | Lierre       | Herman Vanderpoorten | 14 538             | 2015-2016 (3e)  | 19 saisons  | 3e             |
| 5 | Koninklijke Sportvereniging Roeselare      | 134  | Roulers      | Schiervelde          | 9 075              | 2010-2011 (8e)  | 20 saisons  | 2e             |
| 6 | Association Football Club Tubize           | 5632 | Tubize       | Edmond Leburton      | 9 000              | 2009-2010 (9e)  | 14 saisons  | 6e             |
| 7 | Oud-Heverlee Leuven                        | 6142 | Louvain      | Eneco – Den Dreef    | 10 020             | 2015-2016 (2e)  | 8 saisons   | 6e             |
| 8 | FC Olympia Beerschot-Wilrijk               | 155  | Anvers       | Kiel                 | 12 771             | 2016-2017 (1re) | 3 saisons   | 1er D1 Amateur |

### Localisation des clubs participants
| \| CS Bruges Beerschot-Wilrijk Lierse Roeselare Union SG OH Leuven Tubize Westerlo \| Localisation des clubs engagés en Division 1B 2017-2018 |
| CS Bruges Beerschot-Wilrijk Lierse Roeselare Union SG OH Leuven Tubize Westerlo                                                               |

### Villes et stades
| OH Louvain                                   | FC Ol. Beerschot-Wilrijk              | Cercle Bruges KSV                   | RU Saint-Gilloise                      |
| -------------------------------------------- | ------------------------------------- | ----------------------------------- | -------------------------------------- |
| Stade Eneco Capacité : 10 020                | Kiel Capacité : 12 771                | Stade Jan Breydel Capacité : 29 062 | Stade Roi Baudouin Capacité : 50 093   |
|                                              |                                       |                                     |                                        |
| Lierse SK                                    | KSV Roulers                           | K. VC Westerlo                      | AFC Tubize                             |
| Stade Herman Vanderpoorten Capacité : 14 538 | Stade du Schiervelde Capacité : 9 461 | Het Kuipje Capacité : 8 035         | Stade Edmond Leburton Capacité : 8 100 |
|                                              |                                       |                                     |                                        |

## Organisation

### Périodes et finale éventuelle
Cette division est jouée en deux périodes de 14 matchs par clubs (qui se rencontrent en matchs aller/retour). Un classement général final, regroupant les points des deux périodes, est établi sur 28 rencontres par club.
Si les deux périodes connaissent des vainqueurs différents, ceux-ci s'affrontent dans une finale aller/retour, dont le vainqueur est décrété "champion de Division 1B" et promu en Division 1A.
Évidemment, la montée en Division 1A/Jupiler Pro League (et donc la participation à l'éventuelle finale) est subordonnée à l'obtention de la licence obligatoire pour jouer en D1A. Si un des vainqueurs de période n'est pas en ordre de licence, c'est l'autre club qui est promu. "N'est pas en ordre" signifie "avoir demandé et se l'être vue refusée par une décision aura été coulée en force de chose jugée" (donc tous recours épuisés et refus).
Si les deux vainqueurs de période (ou celui qui aurait remporté les deux périodes) ne sont pas en ordre de licence pour la D1A, c'est alors le club (étant en ordre de licence) le mieux classé au classement général final qui est promu. Ces mesures restent identiques si un club désigné champion et annoncé promu n'est pas en ordre de licence ultérieurement, c'est-à-dire quand "la décision aura été coulée en force de chose jugée" (par exemple par la CBAS)

### Play-off 2
Au maximum, trois formations de Division 1B pourront participer aux "Play-off 2" en compagnie des clubs classés de la 7e à la 15e place de la Division 1A/Jupiler Pro League . Ces trois clubs sont les trois formations les mieux classées au classement général final de D1B (excepté le champion).
Mais ce nombre de "trois" ne doit pas nécessairement être atteint s'il n'y a pas suffisamment de clubs de D1B qui répondent aux conditions d'accès (avoir demandé une licence pour la D1A et que celle-ci n'ait pas été refusée, ne pas être interdit de transfert, disposer des infrastructures prévues pour la D1A à la date du 15 février précédent les Play-off 2.).

### Play-down
Des "Play-down", par matchs aller/retour, est organisé entre les quatre formations les moins bien classées au classement général final. L'équipe la moins bien classée de ces "Play-down" est reléguée en Division 1 Amateur si le champion de cette division est en ordre de licence pour monter en D1B .

### Entraîneurs 2017-2018
| Club                     | Entraîneur                                                          | Date embauche                         | Date licenciement              |
| ------------------------ | ------------------------------------------------------------------- | ------------------------------------- | ------------------------------ |
| FC Ol. Beerschot-Wilrijk | Marc Brys                                                           | 12/05/16                              |                                |
| Cercle Brugge K. SV      | José Riga Frank Vercauteren                                         | 1/11/16 16/10/2017                    | 16/10/2017 -                   |
| OH Louvain               | Dennis Van Wijk Nigel Pearson                                       | 19/01/17 22/09/17                     | 22/09/17 -                     |
| K. Lierse SK             | Frederik Vanderbiest David Colpaert                                 | 17/03/17 16/05/2017                   | 14/05/2017 -                   |
| K. SV Roeselare          | Arnauld Mercier Tom Colpaert (interim) Dennis Van Wijk Jordi Condom | 25/05/16 13/09/17 28/09/17 25/01/2018 | 12/09/17 28/09/17 19/01/2018 - |
| R. Union St-Gilloise     | Marc Grosjean                                                       | 30/04/15                              |                                |
| AFC Tubize               | Sadio Demba Christian Bracconi                                      | 3/05/17 13/11/17                      | 13/11/17 -                     |
| K. VC Westerlo           | Vedran Pelic Bob Peeters                                            | 29/06/17 5/12/17                      | 5/12/17 -                      |

## Résultats et classement
Légendes et abréviations
- Vainqueur d'une période et qualifié pour la finale annuelle éventuelle

 : Relégué de D1 en fin de saison 2016-2017
: Promu de D1 Amateur en fin de saison 2016-2017

### Période 1
Cette période 1 s'est jouée du 4 août 2017 au 5 novembre 2017
- Vainqueur: FC Olympia Beerschot-Wilrijk
- Dernière mise à jour: 13 novembre 2017 à 13h10
- Prochaine journée: période terminée

#### Classement Période 1
- Remarque: Montée en D1A, maintien ou descente sont conditionnés à l'octroi des licences concernées.

| Rang | Équipe                   | Pts | J  | G | N | P | Bp | Bc | Diff |
| ---- | ------------------------ | --- | -- | - | - | - | -- | -- | ---- |
| 1    | FC Ol. Beerschot-Wilrijk | 29  | 14 | 8 | 5 | 1 | 29 | 10 | +19  |
| 2    | OH Leuven                | 26  | 14 | 7 | 5 | 2 | 28 | 15 | +13  |
| 3    | Cercle Brugge K.SV       | 23  | 14 | 7 | 2 | 5 | 24 | 21 | +3   |
| 4    | K. SV Roeselare          | 18  | 14 | 6 | 3 | 5 | 16 | 25 | -9   |
| 5    | K. Lierse SK             | 17  | 14 | 4 | 5 | 4 | 20 | 26 | -6   |
| 6    | R. Union St-Gilloise     | 14  | 14 | 4 | 2 | 8 | 16 | 18 | -2   |
| 7    | K. VC Westerlo           | 12  | 14 | 2 | 6 | 6 | 16 | 22 | -6   |
| 8    | AFC Tubize               | 9   | 14 | 2 | 4 | 8 | 10 | 20 | -10  |

##### Résultats des matchs de la Période 1
| Résultats (▼dom., ►ext.)                                   | BEE | CSB | OHL | LIE | ROE | USG | TUB | WES |
| FC Ol. Beerschot-Wilrijk                                   |     | 0-3 | 2-2 | 4-0 | 5-0 | 3-0 | 1-0 | 2-2 |
| Cercle Brugge K.SV                                         | 0-1 |     | 0-3 | 2-0 | 1-1 | 2-0 | 4-0 | 3-1 |
| OH Leuven                                                  | 1-1 | 7-1 |     | 2-2 | 2-0 | 1-0 | 2-0 | 2-1 |
| K. Lierse SK                                               | 2-2 | 3-2 | 2-1 |     | 2-2 | 2-1 | 1-1 | 2-2 |
| K. SV Roeselare                                            | 0-4 | 2-1 | 3-1 | 2-0 |     | 1-0 | 1-0 | 0-0 |
| R. Union St-Gilloise                                       | 0-3 | 1-2 | 0-0 | 3-2 | 4-0 |     | 1-2 | 3-0 |
| AFC Tubize                                                 | 0-1 | 1-1 | 1-2 | 2-0 | 1-3 | 0-0 |     | 1-2 |
| K. VC Westerlo                                             | 0-0 | 1-2 | 2-2 | 0-1 | 4-0 | 0-3 | 1-1 |     |
| - Victoire à domicile - Match nul - Victoire à l'extérieur |     |     |     |     |     |     |     |     |

##### Période 1 - Résumé
Nouveau promu, Beerschot Wilrijk prend le meilleur départ en alignant cinq rencontres sans défaite (13 sur 15). À l'autre bout du classement trois formations ne glanent pas le moindre succès: Lierse (4 partages, tous sur le score de 2-2), Westerlo (3 partages) et Tubize (2 partages).
L'AFC Tubize décroche sa première victoire lors de la 6e journée, contre le Lierse (2-0). Le Beerschot, malgré un partage (2-2) contre Westerlo, est certain de virer en tête à mi-parcours de la première phase. Les "Rats du Kiel" ont 4 points d'avance sur Roulers, vainqueur (2-1) du Cercle de Bruges.
La première moitié de la "Phase 1" se termine avec un partage du Beerschot (1-1) à OH Leuven. Les Mauves sont premiers avec 15 unités, soit trois de mieux que le Cercle Brugge. Tubize ferme la marche avec 5 points.
Lors de la journée no 10, Beerschot-Wilrijk (21) subit sa première défaite (0-3) des œuvres du Cercle de Bruges (18). Cela relance le suspense avec les trois premiers regroupés sur trois unités, OH Louvain (19) étant intercalé à la deuxième place.
Vainqueur à Tubize (1-2), OH Louvain prend la première place (à la différence de buts) en profitant du partage de Beerschot-Wilrijk  (0-0), à Westerlo, lors de la 11e journée.
À deux journées de la fin, de la première phase, il ne reste que trois clubs en course pour la victoire : OH Leuven et Beerschot (23) et Cercle Brugge (19). La différence de buts générale pourrait être décisive. L'Union St-Gilloise est la principale "arbitre" car elle doit rencontre consécutivement les deux meneurs.
Accroché (1-1) à Tubize, le Cercle de Bruges quitte la crouse au gain de la période 1 qui se joue entre Beerschot Wilrijk et OH Louvain. Les Anversois ont soigné leur différence de but (5-0) contre Roulers et repris la tête puisque les Brabançons n'ont gagné "que" 1-0 contre l'Union.
Lors de la journée de clôture, OH Louvain est battu au Lierse (2-1). Facile vainqueur (0-3) à l'Union, le Beerschot remporte la période et croche sa place pour la finale éventuelle.

###### Le Lierse "à vendre"
Juste avant la cinquième journée, le propriétaire du Lierse, l'Égyptien Maged Samy annonce qu'il met le club en vente  ! Le club a loupé son début de championnat (à ce moment 3 points sur 12).

### Période 2
Cette période 2 est jouée du 11 novembre 2017 au 25 février 2018.
- Vainqueur: Cercle Brugge K. SV
- Dernière mise à jour: le 27 février 2018.

#### Classement Période 2
- Remarque: Montée en D1A, maintien ou descente sont conditionnés à l'octroi des licences concernées.

| Rang | Équipe                   | Pts | J  | G | N | P | Bp | Bc | Diff |
| ---- | ------------------------ | --- | -- | - | - | - | -- | -- | ---- |
| 1    | Cercle Brugge K.SV       | 27  | 14 | 7 | 6 | 1 | 26 | 13 | +13  |
| 2    | K. Lierse SK             | 22  | 14 | 7 | 1 | 6 | 16 | 21 | -5   |
| 3    | OH Leuven                | 21  | 14 | 5 | 6 | 3 | 15 | 12 | +3   |
| 4    | R. Union St-Gilloise     | 18  | 14 | 4 | 6 | 4 | 16 | 15 | +1   |
| 5    | FC Ol. Beerschot-Wilrijk | 17  | 14 | 4 | 5 | 5 | 13 | 17 | -4   |
| 6    | K. VC Westerlo           | 15  | 14 | 3 | 6 | 5 | 15 | 13 | +2   |
| 7    | K SV Roeselare           | 14  | 14 | 3 | 5 | 6 | 11 | 18 | -7   |
| 8    | AFC Tubize               | 12  | 13 | 2 | 6 | 5 | 10 | 13 | -3   |

##### Résultats des matchs de la Période 2
| Résultats (▼dom., ►ext.)                                   | BEE | CSB | OHL | LIE | ROE | USG | TUB | WES |
| FC Ol. Beerschot-Wilrijk                                   |     | 2-3 | 1-2 | 1-1 | 1-0 | 2-1 | 1-0 | 0-0 |
| Cercle Brugge K.SV                                         | 4-0 |     | 1-0 | 4-1 | 1-0 | 2-2 | 0-0 | 1-1 |
| OH Leuven                                                  | 1-1 | 2-2 |     | 2-1 | 1-1 | 3-1 | 1-1 | 0-1 |
| K. Lierse SK                                               | 2-1 | 1-0 | 0-1 |     | 1-2 | 1-0 | 2-1 | 2-0 |
| K. SV Roeselare                                            | 0-0 | 0-3 | 1-1 | 1-2 |     | 1-4 | 1-2 | 2-1 |
| R. Union St-Gilloise                                       | 1-0 | 1-1 | 0-0 | 1-0 | 1-2 |     | 1-1 | 1-1 |
| AFC Tubize                                                 | 1-2 | 1-1 | 0-1 | 1-2 | 0-0 | 1-1 |     | 2-1 |
| K. VC Westerlo                                             | 1-1 | 2-3 | 1-0 | 0-0 | 0-0 | 0-1 | 0-0 |     |
| - Victoire à domicile - Match nul - Victoire à l'extérieur |     |     |     |     |     |     |     |     |

##### Résume Phase 2
Le Lierse réussit son départ et s'isole aux commandes (9 sur 9).
Mais por la suite la mécanique lierroise s'enraye alors que le club doit faire face à de nouveaux soucis financiers. Ce n'est que dans la dernière partie que son "mécène" le groupe égyptien "Wadi Deeglas" ne confirme son souhait d'encore investir.
Entretemps, le Cercle de Bruges, dirigé depuis octobre 2017, par l'ancien Diable Rouge Franky Vercauteren empile les points et se hisse en tête de cette "Période 2" après 8 rencontres.
La décision tombe lors de la 13e journée. Le "matricule 12" prend une unité en déplacement à l'Union alors que le Lierse perd à domicile contre Roulers (1-2).

### Classement général (Période 1 + Période 2)
- Remarque: Montée en D1A, maintien ou descente sont conditionnés à l'octroi des licences concernées.

Légendes et abréviations
- Champion de D1B et promu en D1A
- clubs ayant le droit de participer au "Play-off 2" de la D1A/Jupiler League
- clubs devant le "Play-off 3" pour le maintien

 : Relégué de D1 en fin de saison 2016-2017
: Promu de D1 Amateur en fin de saison 2016-2017
- Dernière mise à jour: le 27 février 2018.

| Rang | Équipe                   | Pts | J  | G  | N  | P  | Bp | Bc | Diff |
| ---- | ------------------------ | --- | -- | -- | -- | -- | -- | -- | ---- |
| 1    | Cercle Brugge K.SV       | 50  | 28 | 14 | 8  | 6  | 50 | 34 | +16  |
| 2    | OH Leuven                | 47  | 28 | 12 | 11 | 5  | 43 | 27 | +16  |
| 3    | FC Ol. Beerschot-Wilrijk | 46  | 28 | 12 | 11 | 6  | 42 | 27 | +15  |
| 4    | K. Lierse SK             | 39  | 28 | 11 | 6  | 11 | 35 | 47 | -12  |
| 5    | K. SV Roeselare          | 35  | 28 | 9  | 8  | 11 | 26 | 43 | -17  |
| 6    | R. Union St-Gilloise     | 32  | 28 | 8  | 8  | 12 | 32 | 33 | -1   |
| 7    | K. VC Westerlo           | 27  | 28 | 5  | 12 | 11 | 31 | 35 | -4   |
| 8    | AFC Tubize               | 23  | 28 | 4  | 11 | 13 | 21 | 34 | -13  |

## Finale
Deux clubs différents ont remporté chacun une des deux "périodes", ils s'affrontent en matchs aller/retour. La rencontre "aller" se déroule sur terrain de l'équipe la moins bien classée au classement général (Période 1  + Période 2).
Le vainqueur de cette finale est décrété champion de Division 1B et promu en Division 1A.
Vainqueur de la "Phase 1", le FC Olympia Beerschot Wilrijk est assuré de prendre part à cette finale contre le vainqueur de la "Phase 2", le Cercle Brugge K. SV.
|        | Dates      | Équipe 1                 | Équipe 2                 | Score 90 | Score Prol. | Tirs au but |
| Aller  | 04/03/2018 | FC Ol. Beerschot-Wilrijk | Cercle Brugge K. SV      | 1-0      |             |             |
| Retour | 10/03/2018 | Cercle Brugge K. SV      | FC Ol. Beerschot-Wilrijk | 3-1      |             |             |

### Suspense jusqu'au bout
Court vainqueur de la manche aller, Beerschot Wilrijk met la pression avant le match retour. Mécontent de la suspension confirmée de son joueur Alexandre Maes, le club anversois annonce qu'il disputera la manche retour "en déposant ses réserves" .
La rencontre décisive est jouée dans un Jan Breydelstadion bien garni. Le matricule 12 s'échappe rapidement( à "2-0", mais à dix minutes du terme le "Rats du  Kiel" réduisent l'écart (2-1). Ce but est synonyme d'une 4e montée en 5 saisons et envoie le Beerschot en Jupiler League. Mais dans la dernière minute du temps règlementaire, le Cercle obtient un coup de réparation et le transforme (3-1). Le club vert et noir retrouvera l'élite nationale qu'il avait quittée en 2015.
- Cercle Brugge K. SV promu en "D1A" la saison suivante.

## Play-off 3
Ce tournoi particulier est joué en six journées (chaque formation se rencontre deux fois) du 23 mars 2018 au 29 avril 2018.
Légendes et abréviations

### Classement Play-off 3
Les équipes concernées entament ce Play-off 3 avec 50 % des points acquis au classement général final. Si nécessaire, on arrondit à l'unité supérieure afin d'obtenir un nombre entier. À l'issue de 6 journées, le dernier classé descend en D1 Amateur si un club de cette division est en ordre de licence pour la D1A et classé en ordre utile.
- Dernière mise à jour: le 15 avril 2018.

| Rang | Équipe               | Pts | J | G | N | P | Bp | Bc | Diff |
| ---- | -------------------- | --- | - | - | - | - | -- | -- | ---- |
| 1    | K. SV Roeselare      | 24  | 4 | 1 | 3 | 0 | 1  | 0  | +1   |
| 2    | K. VC Westerlo       | 22  | 4 | 2 | 2 | 0 | 3  | 0  | +3   |
| 3    | R. Union St-Gilloise | 20  | 4 | 1 | 1 | 3 | 1  | 2  | -1   |
| 4    | AFC Tubize           | 14  | 4 | 0 | 2 | 2 | 1  | 4  | -3   |

- Westerlo et Tubize reçoivent un demi-point afin d'arrondir à l'unité supérieure.

#### Résultats des matchs du Play-off 3
| Résultats (▼dom., ►ext.)                                   | ROE | USG | TUB | WES |
| K. SV Roeselare                                            |     | -   | 0-0 | 0-0 |
| R. Union St-Gilloise                                       | 0-1 |     | 1-1 | -   |
| AFC Tubize                                                 | -   | 0-1 |     | 0-2 |
| K. VC Westerlo                                             | 0-0 | 1-0 | -   |     |
| - Victoire à domicile - Match nul - Victoire à l'extérieur |     |     |     |     |

##### Résumé Play-Offs 3
Clairement mal embarqué en débutant ces "Play Downs" en dernière position, l'AFC Tubize (14) ne voie guère sa situation s'améliorer. Ne marquant que deux points sur douze, le cercle "Sang et Or" conserve encore un mince espoir de coiffer l'Union (20) qui a également chaloupé la première moitié de ce tournoi particulier (1 sur 9). Roulers (23) et Westerlo (21) se sont mis à l'abri et, sauf catastrophe, ne devraient plus être inquiétés.
Le 13 avril 2018, Tubize s'incline (0-1) devant l'Union et se retrouve "virtuellement" relégué en D1 Amateur. Cependant, le 9 mai 2018, la CBAS décide définitivement de ne pas accorder sa licence au club du Lierse, ce qui implique le maintien de Tubize -en ordre de licence- au sein de la Division 1B pour la saison 2018-2019.

## Résumé de la saison
- Champion: Cercle Brugge K. SV 1re titre en Division 1B (5e titre au 2e niveau)

Premier titre de Division 1B (16e titre au 2e niveau) pour la Province de Flandre occidentale.
| Région flamande (6)              | Région flamande (6) | Région wallonne (2)               | Région wallonne (2) |
| -------------------------------- | ------------------- | --------------------------------- | ------------------- |
| Province d'Anvers                | 3                   | Province de Hainaut               | 0                   |
| Province de Flandre-Occidentale  | 2                   | Province de Liège                 | 0                   |
| Province de Flandre-Orientale    | 0                   | Province de Luxembourg            | 0                   |
| Province de Limbourg             | 0                   | Province de Namur                 | 0                   |
| Province du Brabant flamand      | 1                   | Province du Brabant wallon        | 1                   |
| Région de Bruxelles-Capitale VFV | 0                   | Région de Bruxelles-Capitale ACFF | 1                   |

À partir de la saison 2017-2018, le Brabant est également scindé en ailes linguistiques. Les cercles de la Région de Bruxelles-Capitale doivent choisir leur appartenance entre VFV et ACFF. La grande majorité opte pour l'ACFF..

### Promu en D1A (Jupiler Pro League)
- Cercle Brugge K. SV

### Relégué de D1 A (Jupiler Pro League)
- YR KV Mechelen